# Club Deportivo Español de Osorno
El Club Deportivo Español, también llamado Español de Osorno es un club deportivo de básquetbol que representa a la ciudad de Osorno en las competiciones asociadas a la Liga Nacional de Básquetbol de Chile, actual primera división del baloncesto chileno; y a la Febachile. Hace de local en el Gimnasio Español, ubicado en calle Santa Elisa en pleno centro de la ciudad, y en el Gimnasio Monumental María Gallardo, específicamente en partido de alta convocatoria.
Posee una rivalidad con el CD Valdivia, fomentada por la disputa histórica entre ambas ciudades, con quien disputa el Superclásico del básquetbol chileno. También posee una incipiente rivalidad con CDSC Osorno apodada el Derby Osornino surgida gracias a que los clubes coincidieron en la misma categoría la temporada pasada y se han enfrentado en competencias de divisiones inferiores.
Fue fundado en 1931 por inmigrantes españoles que habitaban en la ciudad de Osorno, siendo don José Olivares su presidente y Casto Pérez su secretario; y posteriormente sería reconocido como uno de los miembros fundadores de la Asociación de Básquetbol de Osorno.
Durante 2022 nace un proyecto, iniciado en abril, con miras a devolver el básquetbol profesional a la ciudad de Osorno, potenciando también las divisiones inferiores. Logrando los títulos de Liga DOS 2022, Liga Saesa 2022 y del Campioni del Domani 2023 en categorías juveniles. Actualmente participa en la Liga UNO 2024 en su rama masculina, mientras que, su rama femenina, forma parte de la Segunda División de la LNF.
En la Temporada 2023-2024 del básquetbol chileno el proyecto tiene su consolidación, alcanzando el 4° Lugar de la Copa Chile 2023 y el vicecampeonato de la Liga Nacional 2024 logrando así una histórica clasificación para disputar competencias internacionales.
En la Temporada 2024-25 del básquetbol chileno logra el título de la Supercopa 2024

## Historia

### Inicios
Los comienzos de entidades hispanas en Osorno radican en la Unión Deportiva Española fundada en 1925, para competir únicamente en la Asociación de Fútbol de la ciudad. Sin embargo, con la voluntad de dicha asociación la UDE fue disuelta en el año 1928. Luego, se intentó la refundación en 1929, pero corrió la misma suerte que su entidad predecesora, feneciendo dos años después. No fue hasta 1931, cuando el primer presidente del club regresó desde España, y posterior a unos sucesos en su vida decide formar el Deportivo Español, siendo formalizado el club frente a la Casa de Troya un 22 de agosto de 1931.

### Años 30
La primera actividad del club fue el fútbol, y no fue hasta 1932 que el formó parte de la fundación de la Asociación de Básquetbol de Osorno, un 18 de julio, junto a otros clubes:
- Exelsior
- Juventud Católica
- Centenario
- Deportivo Español
- Liceo

Coronándose Español como pentacampeón de segunda serie de la Asociación entre los años 1933 y 1937, siendo muy recordado el título de 1937 donde destacaron jugadores como Florencio Beltrán, Francisco Villar, Aurelio Santamaría, entre otros; que a la postre también harían un buen cometido en el Torneo Interciudades.

### Años 40
Otro equipo destacado de sus inicios fue el de 1940 que logró el título de la Asociación demostrando un gran nivel de juego. El plantel estaba conformado por Chamaco Flores, Francisco Villar, Antonio Tynes, Guatuco Concha, Raúl Marcos, Julio Beltrán, Pato Burgos, Florencio Beltrán y Laureano Capillo.
La fórmula de Español seguiría siendo efectiva durante estos años, logrando los títulos locales de 1944, 1945 y 1946. Cosechando también una histórica victoria sobre el campeón de la capital Santiago, la poderosa Universidad Católica.
Es necesario destacar una de las primeras rivalidades de Español, principalmente fundada por el gran nivel de su contrincante, Juventud de Río Bueno, que por lo demás es una comuna localizada a una corta distancia de Osorno (36 km).
En el año 1945 surge la Asociación de Básquetbol Femenino de Osorno, de manera que comenzaría actividades una nueva rama del deportivo. Dentro de las jugadoras que pasaron por los inicios de la institución destacan: Flora Inostroza, Edith Maragaño, Iris Lizasoaín, Teresa Bühler, Inés Bühler, Elvira Lagos y Erna Díaz.
En 1947, en colaboración con el arquitecto Erwin Piwonka, el club inaugura su estadio, que sería considerado por la gente de la época como el mejor estadio cubierto de básquetbol de Chile, un monumento a la fe y esfuerzo de una comuna que estaba en crecimiento.
Famoso fue el Campeonato de Campeones, organizado en Osorno y patrocinado por Camisas Wings, que juntó a los campeones de Temuco, Valdivia, Osorno y Puerto Montt en un solo torneo, realizado durante los años 1948, 1949 y 1950. También llamada Copa Wings es el trofeo de más valor que posee algún club del sur del país, y Español ganó las tres ediciones del torneo.

### Años 50
En el plano internacional destaca la participación del club en el Campeonato Cuadrangular, realizado en Bariloche. En él participaron 4 equipos: la selección local, la selección de San Martín de Los Andes, la selección de Puerto Montt y Español de Osorno. Recalcando que la ciudad de Osorno fue representada por un club en vez de una selección local, equipo que lograría el título de forma invicta deleitando al público trasandino.
La década seguiría siendo fructífera en materia de títulos locales para Español, obteniendo el pentacampeonato de la liga entre los años 1950 y 1954. En aquel plantel destacarían los jugadores: Moisés Rivas, Otelo Hijerra y el entrenador Humberto Iroumé. El equipo juvenil no se quedaría atrás conquistando el título local del año 1955, y los equipos infantiles, campeones en 1954 y 1955, y biddy comenzaría a dar forma al semillero del club.
Al año 1956 el club poseía las siguientes categorías:
- De honor
- Segunda
- Tercera
- Juveniles
- Intermedia
- Infantiles
- Biddy
- Femenina honor
- Femenina segunda

## Trayectoria

### Trayectoria en Liga Nacional de Básquetbol
Nota: G: Partidos ganados; P: Partidos perdidos; Pts: Puntos
| Temporada     | G  | P  | Pts | Campaña                                             | Resultado Play-offs                                                                                |
| ------------- | -- | -- | --- | --------------------------------------------------- | -------------------------------------------------------------------------------------------------- |
| Liga Nacional |    |    |     |                                                     | |
| 2023          | 14 | 12 | 40  | Pierde cuartos de final                             | Los Leones 3-2 Español de Osorno                                                                   |
| 2024          | 20 | 6  | 46  | Gana cuartos de final Gana Semifinal Pierde Finales | Español de Osorno 3-1 Puente Alto ABA Ancud 1-3 Español de Osorno Los Leones 4-1 Español de Osorno |
| Totales       | 34 | 18 | 86  | 3° Lugar                                            | 3° Lugar                                                                                           |
| Playoffs      | 9  | 9  | 0   | Finalista (2024)                                    | Finalista (2024)                                                                                   |

### Trayectoria en Copa Chile
Nota: G: Partidos ganados; P: Partidos perdidos; Pts: Puntos
| Temporada  | G  | P  | Pts | Campaña                                          | Resultado Play-offs                                                                             |
| ---------- | -- | -- | --- | ------------------------------------------------ | ----------------------------------------------------------------------------------------------- |
| Copa Chile |    |    |     |                                                  |                                                                                                 |
| 2014       | 0  | 1  | -   | Pierde Final                                     | UdeC 101-86 Español de Osorno                                                                   |
| 2015       | 1  | 1  | -   | 3° Lugar                                         | TSF 107-101 Español de Osorno Pto.Varas 82-97 Español de Osorno                                 |
| 2022       | 5  | 3  | 13  | 2° Lugar Grupo E                                 | No Clasificó                                                                                    |
| 2023       | 9  | 3  | 21  | 2° Lugar Zona Sur Gana cuartos de final 4° Lugar | Español de Osorno 2-0 CDV Español de Osorno 65-72 Los Leones Español de Osorno 91-100 ABA Ancud |
| 2024       | 5  | 5  | 15  | 4° Lugar Conferencia Sur Pierde cuartos de final | UdeC 3-1 Español de Osorno                                                                      |
| Totales    | 19 | 11 | 49  |                                                  |                                                                                                 |
| Playoffs   | 5  | 6  | -   | Tercer Lugar (2015)                              | Tercer Lugar (2015)                                                                             |

### Trayectoria en Supercopa
Nota: G: Partidos ganados; P: Partidos perdidos; Pts: Puntos
| Temporada | G | P | Pts | Campaña                   | Resultado Play-offs                                                                               |
| --------- | - | - | --- | ------------------------- | ------------------------------------------------------------------------------------------------- |
| Supercopa |   |   |     |                           |                                                                                                   |
| 2022      | 1 | 1 | -   | Pierde Semifinal 3° Lugar | UdeC 100-88 Español de Osorno Español de Osorno 76-57 Los Leones                                  |
| 2024      | 2 | 1 | 5   | Campeón                   | Español de Osorno 83-44 Colo Colo Español de Osorno 63-67 Los Leones Español de Osorno 72-64 UdeC |
| Totales   | 3 | 2 | 5   | Campeones (2024)          | Campeones (2024)                                                                                  |

### Trayectoria en Competencias Internacionales
Nota: G: Partidos ganados; P: Partidos perdidos; Pts: Puntos
| Temporada                       | G | P | Pts | Campaña               | Resultado Play-offs |
| ------------------------------- | - | - | --- | --------------------- | --- |
| Liga Sudamericana de Baloncesto |   |   |     |                       | |
| 2024                            | 1 | 3 | 5   | 4° lugar Grupo A      | Español de Osorno 98-73 Santa María Español de Osorno 72-85 ABA Ancud Español de Osorno 62-77 San Lorenzo Libre Español de Osorno 59-79 Nacional |
| Totales                         | 1 | 3 | 5   | Fase de grupos (2024) | Fase de grupos (2024) |

## Palmarés

### Títulos Oficiales
- Supercopa (1): 2024
- Liga Saesa (4): 2014, 2022, 2023, 2024
- Liga DOS (1): 2022
- Campioni del Domani (2): 2023, 2024
- Subcampeón Liga Saesa: 2012, 2013, 2015
- Subcampeón Liga Nacional de Básquetbol: 2024

### Liga Saesa
- Categoría Cadetes: 2001
- Primera División Sub-13: 2018
- Primera División Sub-15: 2019
- Categoría Sub-17: 2023, 2024
- Categoría Sub-13: 2024
- 3° Lugar Sub13 2013
- 4° lugar Adultos 1999

### Liga de Desarrollo FebaChile
- Campeón (1): 2024
- Subcampeón: 2022

### Reconocimientos
- Premio R. Urquiza y Cía., selección juvenil 1963

### Títulos
- Trofeo Banco Osorno-La Unión 1947
- Copa Max Freund 1961-62
- Campeonato Seniors 1986
- Trofeo Colorado 1987
- Cuadrangular Juvenil Masculino Llanquihue 1992
- Torneo de Basquetbol Escolar 2011
- Copa Puma Sub-14 2016
- Liga Interregional U12 2017
- Campeonato Estrellas del Sur 2017
- Basquetbol Maxi Puerto Montt 2017
- CDE IND Campeonato Basquetbol Infantil 2019
- Campeonato Mini-Mixto Atenas 2019
- Liga Desarrollo del Basquetbol U13 2019

### Podios
- 2° lugar Copa Ciudad de las Rosas 2022
- 3° lugar Provincias del Sur 1988
- 2° lugar Copa Saesa 2024
- 3° lugar Copa Javiera Borneck Hess 2024

### Asociación de Básquetbol de Osorno
- Apertura Varones: 1992
- Oficial Juvenil Varones: 1992
- Oficial Varones: 1997, 1998
- Copa Telefónica CTC Infantil Varones: 2000
- Copa Telefónica CTC Mini Varones: 2000
- Cadetes: 2001
- Oficial Damas: 2013
- Damas Sub-17: 2013
- Torneo de Navidad: 2014-15
- 2° lugar Oficial Varones 1993
- 2° lugar Apertura 1995
- 3° Lugar Juvenil 2012
- 4° Lugar Oficial 1990

### Liga Nacional Femenina Zona Sur
- Adulta: 2010
- Sub-17: 2010

### Liga Nacional de Básquetbol Femenina Formativa
- Nacional Sub-13: 2024
- 2° lugar Nacional Sub 15 2024

### Femisur
- Primera División Sub-13: 2024
- 2° lugar Primera División 2022
- 3° lugar Primera Division Sub 13 2019
- 3° lugar Primera Division Sub 15 2019
- 3° lugar Primera División Sub 13 2023
- 2° lugar Primera División Sub 15 2024

### Copa José Órdenes
- Categoría U14: 2025
- Categoría U16: 2022, 2025
- Categoría U18: 2022
- 3° Lugar Categoría U14 2022